# Marlon Ritter
Marlon Ritter (Essen, 15 ottobre 1994) è un calciatore tedesco, attaccante del Kaiserslautern.

## Caratteristiche tecniche
È una seconda punta.

## Carriera
Cresciuto nel settore giovanile del Borussia M'gladbach, ha giocato con squadra riserve in Regionalliga dal 2012 al 2016, quando è passato al Fortuna Düsseldorf. Alternatosi fra prima e seconda squadra, l'anno seguente si è trasferito in prestito al Paderborn che al termine della stagione culminata con la promozione in 2. Bundesliga lo ha riscattato. L'anno seguente ha centrato la promozione in Bundesliga ed il 21 settembre 2019 ha debuttato nella massima serie tedesca disputando l'incontro perso 2-1 contro l'Hertha Berlino.